# Niedersächsisches Forschungszentrum Fahrzeugtechnik

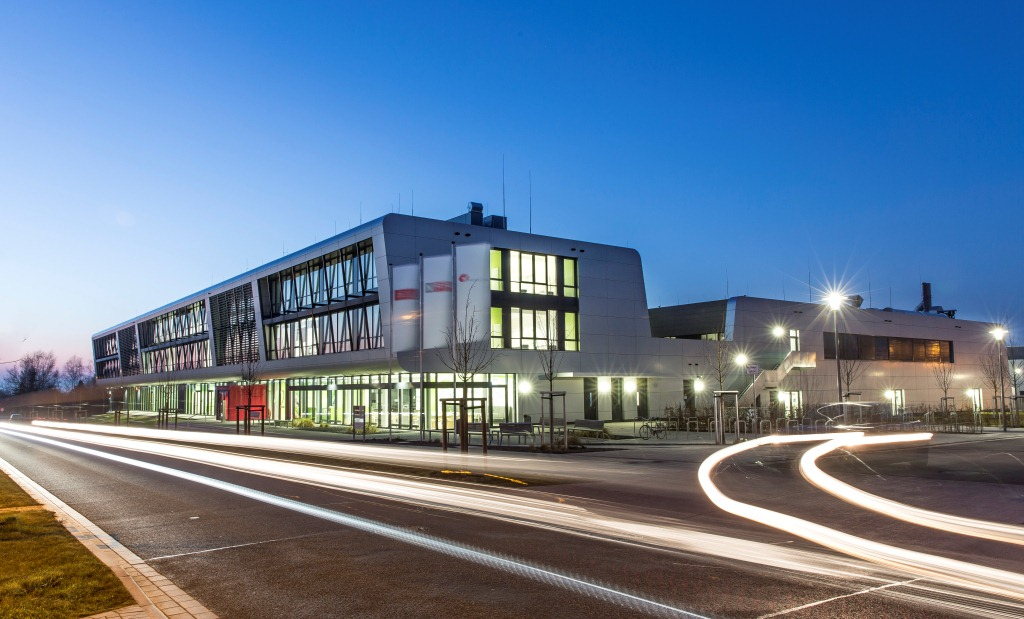
Ansicht NFF-Forschungsneubau

Das Niedersächsische Forschungszentrum Fahrzeugtechnik ist ein wissenschaftliches Zentrum der Technischen Universität Braunschweig und wurde im Dezember 2007 mit Unterstützung der Niedersächsischen Landesregierung und der Volkswagen AG gegründet, um die Forschungsregion Braunschweig im Verbund mit den NFF-Mitgliedsuniversitäten, der Technischen Universität Clausthal sowie der Leibniz Universität Hannover als Spitzenstandort in der Fahrzeug- und Verkehrstechnik zu etablieren. 2009 wurde der Standort Wolfsburg im MobileLifeCampus gegründet. Im Februar 2015 wurde der NFF-Neubau am Braunschweiger Forschungsflughafen eingeweiht.
Das NFF bündelt die Forschungsaktivitäten von aktuell 19 Professorinnen und Professoren der Technischen Universität Braunschweig, der Leibniz Universität Hannover, der Technischen Universität Clausthal und des Deutschen Zentrums für Luft- und Raumfahrt in Vollmitgliedschaft. Zusätzlich gibt es derzeit 24 assoziierte Mitglieder (u. a. TU Braunschweig, LU Hannover, Hochschule für Bildende Künste, Ostfalia, Fraunhofer IFAM und Wolfsburg AG). 

## Forschungsfelder

NFF-Forschungsvision

Projekte und Themen werden – ausgerichtet an der Vision „Nachhaltige Mobilität“ – in fünf wissenschaftlichen Forschungsfeldern bearbeitet:
Das Forschungsfeld „Intelligentes Fahrzeug und vernetztes Fahren“ umfasst die Entwicklung von Methoden und Technologien zum Aufbau neuer Car-2-X-Kommunikationsinfrastrukturen, zur Umgebungserkennung, Selbstrepräsentation und Antizipation als Grundlage auf dem Weg vom assistierten zum automatisierten Fahren. Ziel ist die Ableitung nutzerindividueller Fahrstrategien zur Steigerung der Verkehrssicherheit und -effizienz, Fahrerakzeptanz, Erfüllung individueller Mobilitätsanforderungen sowie die Verbesserung der Stadtverträglichkeit künftiger Fahrzeuge durch kooperative Ansätze. Die Domänen Fahrer, Fahrzeug und Infrastruktur werden unter Gesichtspunkten einer reinen Systembetrachtung, steigender Automatisierung sowie kooperativer Vernetzung betrachtet. Schwerpunkte liegen im Hinblick auf die Mensch-Technik-Interaktion in den Bereichen der Fahrermodellierung sowie der Objektivierung des Komfort-/Sicherheitsempfindens und des Gebrauchsverhaltens beim Umgang mit Assistenz- und automatisierten Fahrfunktionen. Die Forschungsinfrastruktur wird durch die Querschnittsthemen „Funktionale Entwicklung“, „Security & Privacy Engineering“ sowie „Safety Engineering“ nachhaltig vernetzt.
Im Forschungsfeld „Emissionsarmes Fahrzeug“ wird die Gesamteffizienz des Fahrzeuglebenszyklus (Cradle to Grave) bestehend aus der Effizienz bei der Fahrzeugproduktion, der Antriebsenergieerstellung und -bereitstellung (Well to Tank) sowie der Fahrzeugeffizienz bei der Nutzung (Tank to Wheel) bis hin zum Fahrzeugrecycling erforscht. Durch die ganzheitliche ökologische Betrachtung wird das Potenzial verschiedener Optimierungspfade in Bezug auf CO2-Emission, Energieeffizienz und Ressourceneinsatz betrachtet. Forschungsschwerpunkte zur Effizienzsteigerung während der Fahrzeugnutzungsphase sind neben der konsequenten Weiterentwicklung konventioneller Antriebe auch Herstellungsverfahren und Versorgungskonzepte für nachhaltige Biokraftstoffe. Die Erforschung und Bewertung neuer Antriebskonzepte von hybriden bis hin zu vollelektrischen Antriebstopologie sowie das Energiemanagement und die Emissionsoptimierung bilden weitere Themenschwerpunkte des Forschungsfeldes. Darüber hinaus steht die Vernetzung und Automatisierung hinsichtlich der Steigerung von Fahrzeug- und Antriebseffizienz, Fahrbarkeit sowie Komfort und Sicherheit im Fokus der Forschungsarbeiten.

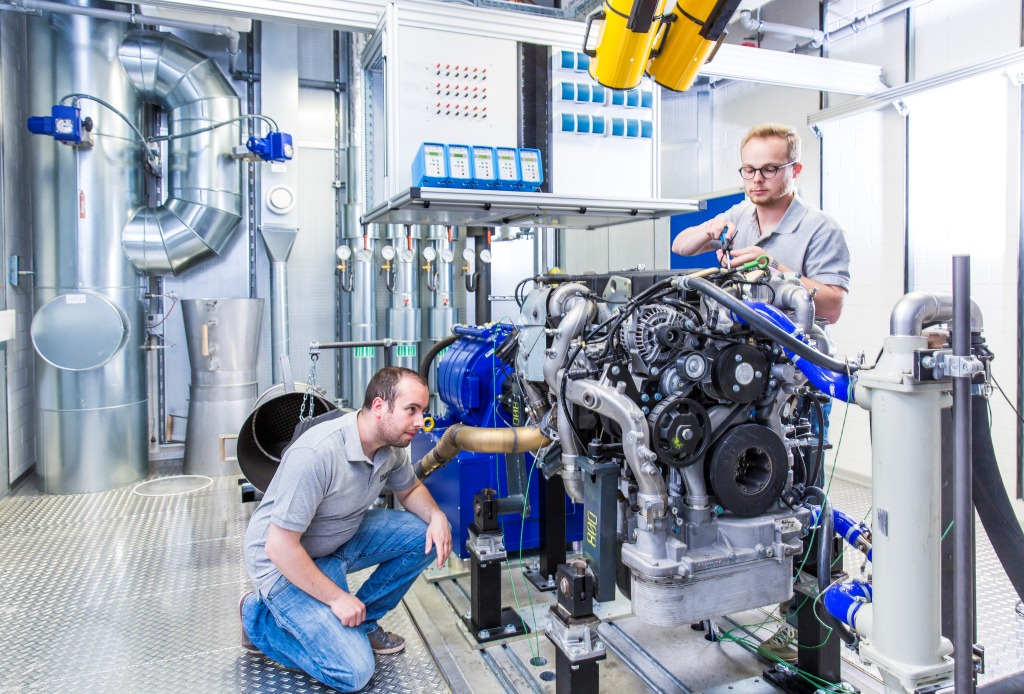
Motor- und Komponentenprüfstand

Im Forschungsfeld „Flexible Fahrzeugkonzepte und Fahrzeugproduktion“ werden neue Fahrzeugkonzepte und Produktionssysteme für modulare, anpassbare, leichte und ressourcenschonende Fahrzeuge erforscht, die sich flexibel den Anforderungen der Märkte anpassen. Es werden methodische Grundlagen für flexible und ressourcenschonende Gesamtfahrzeugkonzepte entwickelt. Für die flexible und wirtschaftliche Fertigung von Fahrzeugen werden neue Produktionskonzepte und Prozessketten erforscht. Ein Aspekt hierbei ist die Entwicklung integrierter und großserienfähiger Fertigungstechnologien auf Gesamtfahrzeug- und Komponentenebene.
Das querschnittlich ausgerichtete Forschungsfeld „Mobilitätsmanagement und Logistik“ fokussiert etablierte und innovative Mobilitätskonzepte, welche klassische Mobilitäts- und Logistikbedürfnisse adressieren und mit neuen mobilitätsbegleitenden Dienstleistungen kombinieren. Aufbauend auf verändernden Mobilitäts- und Logistikbedürfnissen werden innovative Konzepte für den individualisierten und sicheren Personen- und Güterverkehr in Form von Diensten, Dienstleistungen und Geschäftsmodellen, die zu jeder Zeit und an jedem Ort technischen, ökologischen und ökonomischen Anforderungen gerecht werden entwickelt. Auf dieser Basis werden Rahmenbedingungen für eine nachhaltige Mobilität geschaffen.
Konkrete Forschungsprojekte befassen sich u. a. mit Marktszenarien für die Elektromobilität, der Entwicklung wirtschaftlich und ökologisch tragfähiger Betreiber- und Nutzungskonzepte für Elektro-Fahrzeuge in Car-Sharing- sowie Firmenflotten, der zukünftigen CO2-Gesetzgebung in der Automobilindustrie sowie der Reduktion von CO2-Emissionen und der Steigerung der Wirtschaftlichkeit in der Logistik.
Die „Elektromobilität“ stellt aufgrund der neuartigen Randbedingungen Forderungen nach innovativen Forschungsansätzen auf unterschiedlichen Gebieten. So bedarf es zur Realisierung des Antriebsstranges effizienter elektrischer Antriebsaggregate bestehend aus elektrischer Maschine und leistungselektronischer Ansteuereinheit, die auf Basis anforderungsoptimierter Systemeigenschaften ausgelegt und bewertet werden. Die Speicherung von Energie im Fahrzeug erfordert neue Materialien und Zellkomponenten sowie Batteriesysteme. Für die gezielte Integration der Fahrzeuge in die bestehenden Energieversorgungsnetze sind neue Geschäftsmodelle und Betreiberkonzepte erforderlich.
Ziel des Forschungsfeldes ist es somit, grundlegende Forschungen voranzutreiben, aber auch Industriepartner auf dem Weg zum Leitanbieter zu flankieren und Deutschland als Leitmarkt für Elektromobilität zu entwickeln. Die Kernthemen der Forschung im Bereich der Elektromobilität am NFF umfassen die Bereiche elektrischer Antrieb, Energiespeicher und Infrastruktur.

## Spitzenforschung am Standort Braunschweiger Forschungsflughafen

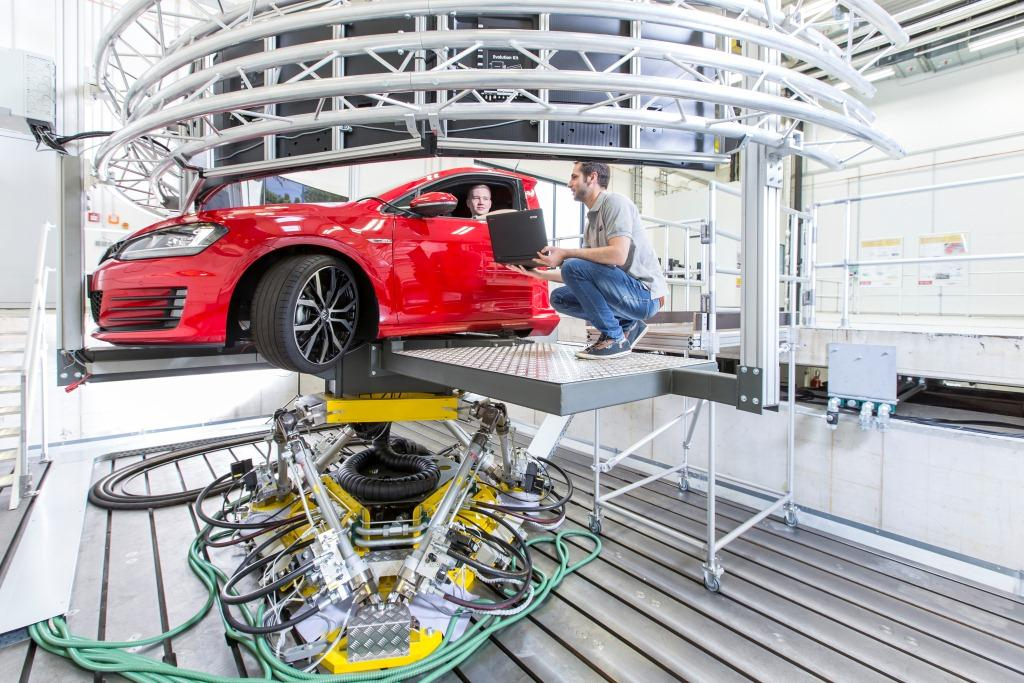
Dynamischer Gesamtfahrsimulator – DVRS

Seit August 2014 werden die benötigten wissenschaftlichen Kompetenzen aus den beteiligten Instituten bzw. Arbeitsgruppen räumlich im NFF-Neubau zusammengeführt. In dem Gebäude mit einer Grundfläche von ca. 7500 m² und einem Investitionsvolumen von rund 60 Mio. Euro soll ein instituts- und hochschulübergreifender Projekthaus-Ansatz umgesetzt werden, der eine Kooperation der Forschungspartner in neuer Qualität ermöglichen soll. Im Bürobereich sind über 150 Arbeitsplätze für wissenschaftliche Mitarbeiter aus den Mitgliedsinstituten entstanden. Im Technikum und im Bereich der Großprüfstande existieren verschiedene Prüfeinrichtungen, die institutsübergreifend genutzt werden können, unter anderem ein modularer Antriebsstrangprüfstand, auf dem vollständige Antriebsstrangsysteme prototypisch dargestellt werden können und das Zusammenwirken der Komponenten (Elektromotor, Leistungselektronik, Batterie, Verbrennungskraftmaschine) im Hinblick auf Funktionalität und Dynamik analysiert werden kann. Außerdem wurden E-Maschinen-Prüfstände für elektrische Fahrzeugantriebe und ein Forschungslabor „Leistungselektronik“ eingerichtet. Für die Erforschung von innovativen Systemen im Kraftfahrzeug entstand das Forschungslabor „Intelligente Fahrzeugsysteme“. Ein Gesamtfahrzeugsimulator erlaubt die Erforschung von aktiven Fahrwerks- und Antriebsstrangregelsystemen. Ergänzt werden soll die Versuchseinrichtung durch einen Allrad-Rollenprüfstand mit Klimatisierung der realistischen Überprüfung des Antriebs. Zur Entwicklung von Betriebsstrategien sowie der Analyse von Kraftstoffeinflussparametern auf das Verhalten der Verbrennungskraftmaschine dienen Motorenprüfstande und Labore für Kraftstoffanalytik.